# Абду Джамил
Абду Джамил  прозвища — Усто Кури (конец XVIII в., Риштан, Кокандское ханство, — конец XIX в., Риштан, Кокандское ханство) — знаменитый гончар Риштана XIX века. Совместно с братом Абду Джалол (Усто Джалил) обучившиеся технике производства фаянса — чинни в Кашгаре, Иране и восстановили в Риштане эту древнюю утраченную технику производства. Передали рецепт изготовления посуды чинни ученику Абдулла Кулол (Кали Абдулло). Великий мастер — аксакал Усто (Учитель) для всех гончаров Ферганской долины.

## Биография
Абду Джамил — Усто Кури родился конце XVIII в., в Риштане (Рошидон) в период правления Кокандских ханов в семье потомственного гончара. Совместно с братом Абду Джалол (Усто Джалил) обучили гончарному искусству многих мастеров Риштана, для которых являлись Усто (Учителем).
Живым примером работы риштанских гончаров является архитектурный памятник XIX века дворец — Урда, пристанище Кокандского правителя Худояр-хана. Строительство дворца велось с 1863 по 1870 год, где работали более 16 тысяч человек.
Оформление фасада изразцовыми облицовками было поручено братьям Абду Джамил (Усто Кури) и Абду Джалол (Усто Джалил) и Абдулла Кулол (Кали Абдулло) которые со своими учениками были главными мастерами при облицовке дворца и закончили эту работу в 1873 году.
В создании общего художественного эффекта керамического декора, риштанские мастера привезли на строительство дворца не только свои излюбленные приёмы, но и обладающую высоким технологическим качеством глину. Богатство применённых риштанскими мастерами керамических техник. В основном это мозаика из цветных глазурованных кирпичиков, различных по форме — продолговатых, квадратных, ромбовидных, в виде звёзд. Большую красоту оформлению придают десять каллиграфических надписей, куфический шрифт которых выложен белыми кирпичиками по сочному ультрамариновому фону. Значительное место занимают и майоликовые глазурованные плитки с нанесёнными на них растительными узорами.
Худояр-ханом высоко оценил работу Абду Джамила (Усто Кури) и Абду Джалола (Усто Джалил) и Абдулла Кулол (Кали Абдулло), кроме материальный вознаграждений по его указанию на южном крыле фасада дворца были отражены слова куфической надписи: «Художник, искусство которого подобно искусству Бехзада, украсил каменные плиты», которые были посвящены риштанским мастерам, тем самым они наравне с Худояр-ханом и Дворцом-Урдой вошли в историю Средней Азии.
Произведения Абду Джамил (Усто Кури) находятся в коллекции Государственного музея искусств Узбекистана.